# VisualBoyAdvance
VisualBoyAdvance (vaak afgekort tot VBA) is een emulator, vrijgegeven onder de GPL voor Game Boy, Super Game Boy, Game Boy Color en Game Boy Advance-spellen.
Naast de DirectX-versie voor Windows is er ook een versie die gebaseerd is op het gratis platformonafhankelijke SDL. Deze versie is onder andere beschikbaar voor Linux, BSD, Mac OS X en BeOS.
VisualBoyAdvance is stopgezet. Er zijn verschillende forks ontstaan:
- VisualBoyAdvance-M
- VBA-ReRecording